# Стойчев (телевизия)
Телевизия Стойчев е местен телевизионен канал в България, основан на 27 април 1997 г. в Стара Загора. Излъчва програма с политематичен профил национален обхват от спътник, по кабел и онлайн. Телевизията е собственост на „Нико груп“ ООД с управител Николай Стойчев. В периода през 2002 – 2009 г. същата фирма притежава още два телевизионни канала – „Детски свят“ и „Супер мюзик“.